# Februar 2010
Portal Geschichte | Portal Biografien | Aktuelle Ereignisse | Jahreskalender | Tagesartikel

◄ |
20. Jahrhundert |
21. Jahrhundert

◄ |
1980er |
1990er |
2000er |
2010er
| 2020er | 2030er | 2040er

◄ |
2006 |
2007 |
2008 |
2009 |
2010
| 2011 | 2012 | 2013 | 2014 | ►

◄ |
November 2009 |
Dezember 2009 |
Januar 2010 |
Februar 2010 |
März 2010 |
April 2010 |
Mai 2010 |
►
Dieser Artikel behandelt tagesbezogene Nachrichten und Ereignisse im Februar 2010.

## Tagesgeschehen

### Montag, 1. Februar 2010

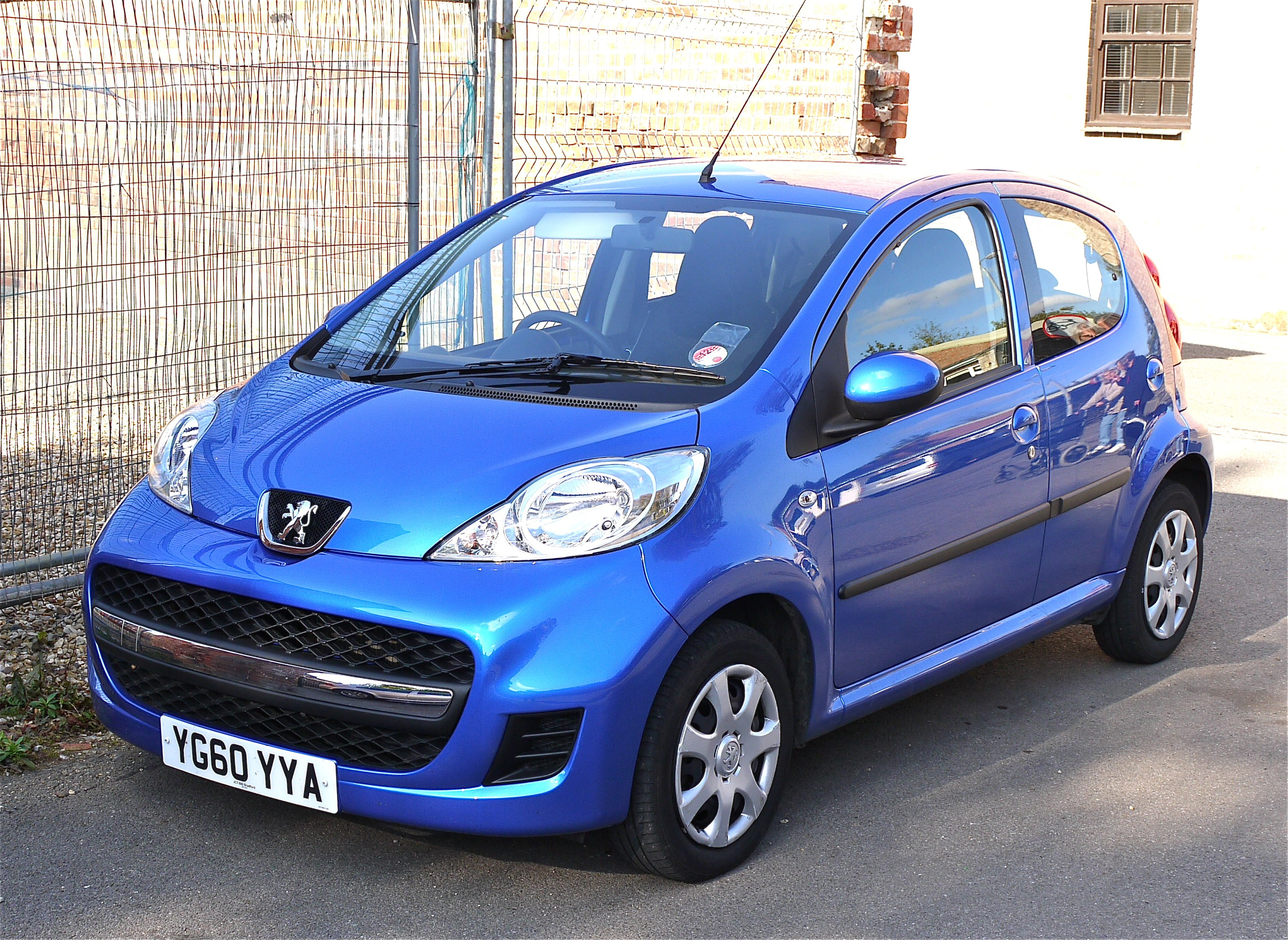
Peugeot 107

- Ciudad Juárez/Mexiko: Bei einem Massaker an Schülern und Studenten kommen 14 Menschen ums Leben.[1]
- Paris/Frankreich: Der Automobilhersteller PSA Peugeot Citroën ruft rund 97.000 Exemplare der Modelle Peugeot 107 und Citroën C1 wegen Problemen am Gaspedal zurück.[2]
- Washington, D.C. / Vereinigte Staaten: US-Präsident Barack Obama gibt aufgrund finanzieller Zwänge die Einstellung des Raumfahrtprogramms Constellation bekannt. Statt einer neuen bemannten Mond-Mission sollen die entsprechenden Mittel aus dem Staatshaushalt der Förderung kommerzieller Flüge zur Internationalen Raumstation zukommen.[3]

### Dienstag, 2. Februar 2010

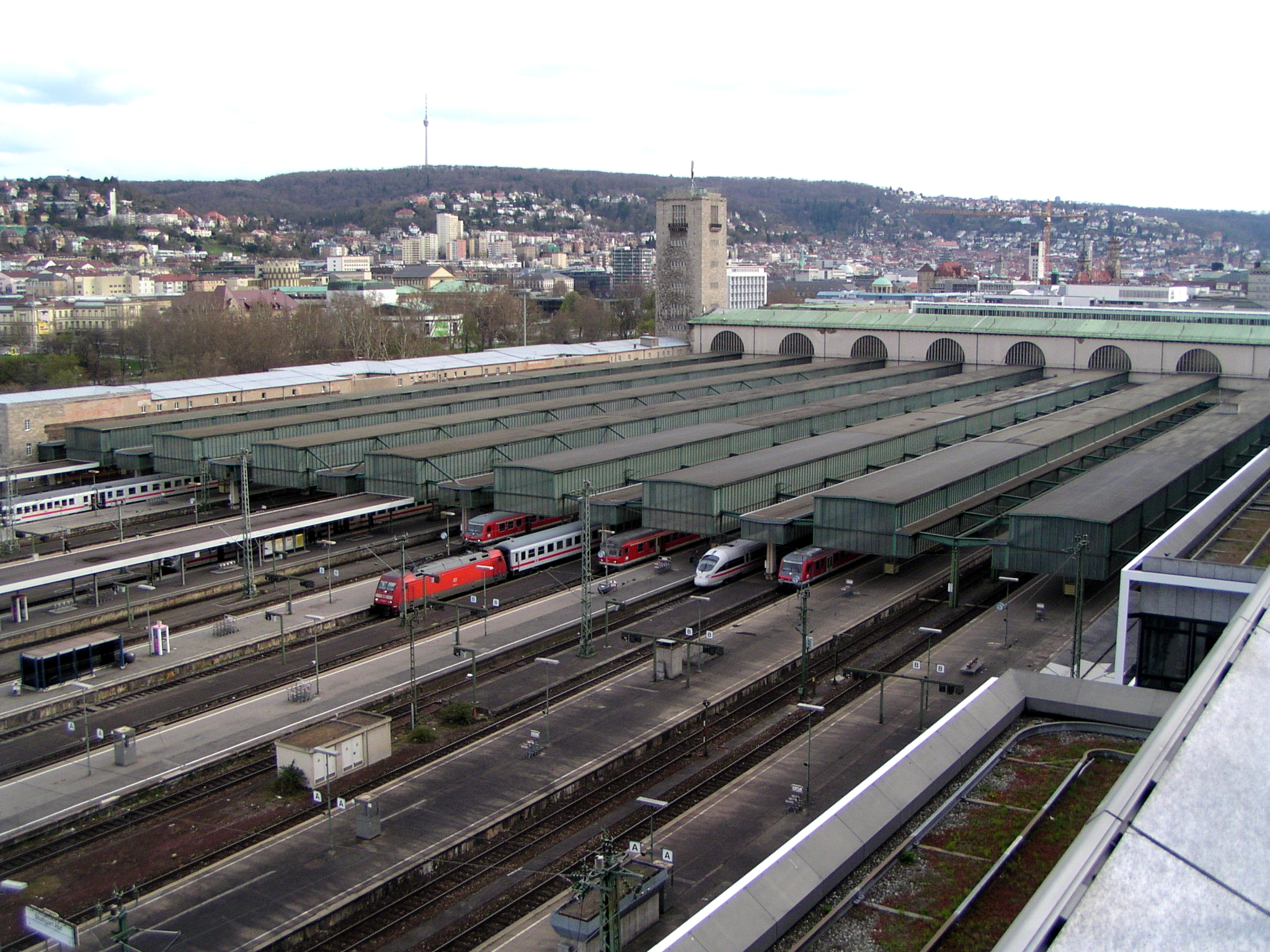
Blick von Nordosten auf den Stuttgarter Hauptbahnhof

- Brasília/Brasilien: Die Regierung genehmigt den Bau des Belo-Monte-Wasserkraftwerks am Rio Xingu. Nach seiner Fertigstellung soll das dortige Wasserkraftwerk das drittgrößte der Welt sein. Wegen der Zerstörung von Regenwald und wegen der erforderlichen Umsiedelung von Ureinwohnern steht der Bau in der Kritik.[4]
- Kerbela/Irak: Bei einem Anschlag auf schiitische Pilger sterben mindestens 45 Menschen und über 70 weitere werden verletzt.[5]
- Paris/Frankreich: Prozessbeginn zur Aufklärung der Absturzursache von Air-France-Flug 4590, der kurz nach dem Start vom Flughafen Charles de Gaulle in ein Hotel stürzte.[6]
- Stuttgart/Deutschland: Die Bauarbeiten am umstrittenen Bahnprojekt Stuttgart 21 beginnen.[7]

### Mittwoch, 3. Februar 2010

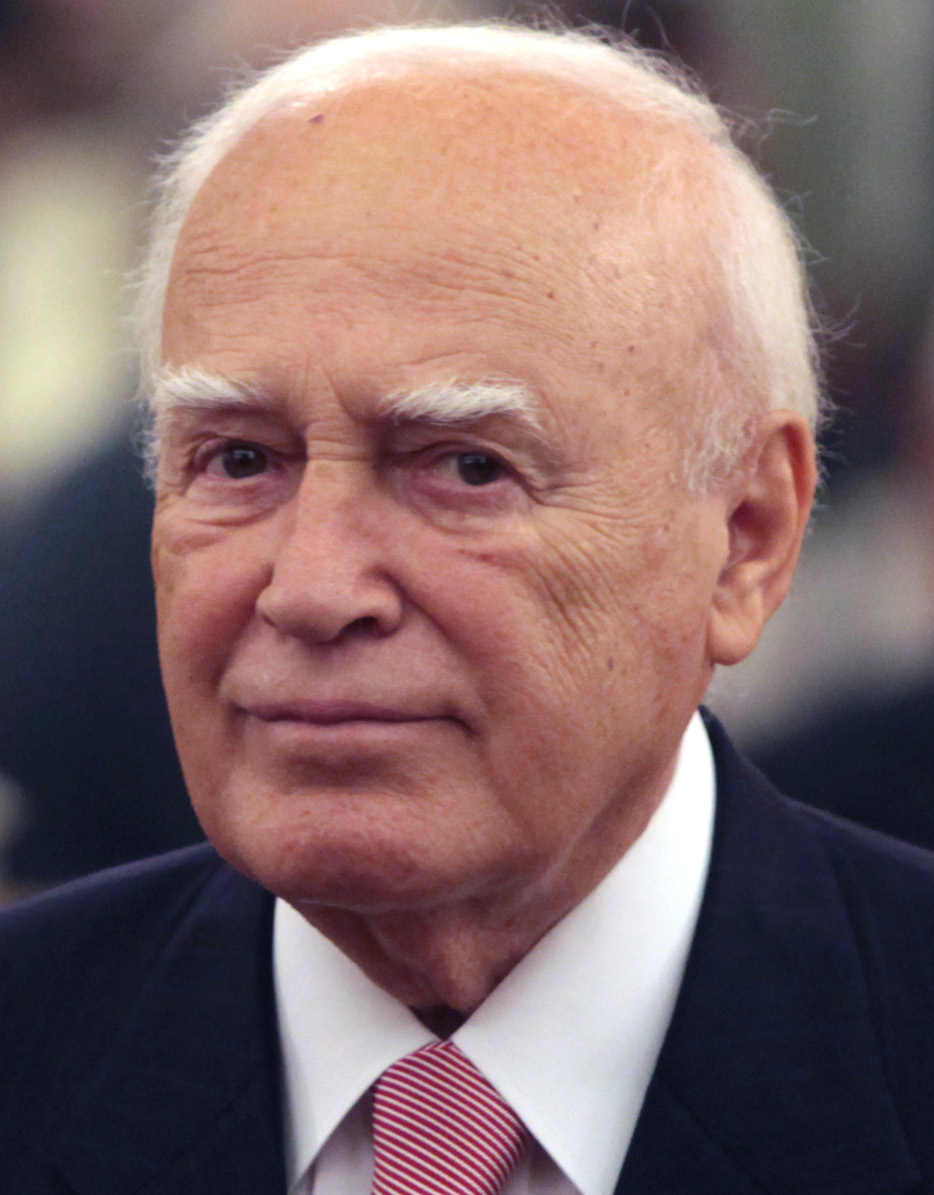
Karolos Papoulias

- Athen/Griechenland: Das Parlament wählt Amtsinhaber Karolos Papoulias mit 266 von 300 Stimmen erneut zum Präsidenten des Landes.[8]
- Brüssel/Belgien: Die Europäische Kommission stellt den Haushalt Griechenlands unter EU-Kontrolle. Bis 2012 muss das Land seine Neuverschuldung unter die Marke der EU-Konvergenzkriterien von 3 % des Bruttoinlandproduktes drücken.[9]
- Lausanne/Schweiz: Das Bundesgericht entscheidet, dass das Vermögen des früheren haitianischen Diktators Jean-Claude Duvalier nicht an Haiti ausbezahlt wird. Das fragliche Geld bleibt auf einem Konto bei einer Schweizer Bank eingefroren und die Angehörigen Duvaliers können auf baldige Auszahlung hoffen.[10]
- Ulm/Deutschland: Die Serie von Erkrankungen an Legionellose, in deren Verlauf bisher fünf Menschen in Ulm starben, ist nach Angaben von Landrat Heinz Seiffert auf eine Bakterienkultur in einem neuerrichteten Blockheizkraftwerk zurückzuführen. Die Krankheitserreger verbreiteten sich über eine Abluftwolke.[11][12]

### Donnerstag, 4. Februar 2010

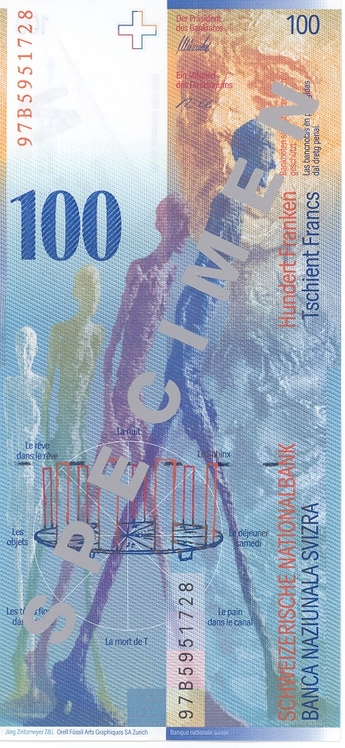
Rückseite einer 100-Franken-Banknote mit Abbildung der Skulptur L’Homme qui marche I

- Ankara/Türkei: Die Regierung Erdoğan hebt das Emasya-Protokoll auf, das den Streitkräften erlaubte, in einzelnen Provinzen der Türkei die Macht zu übernehmen, ohne dazu von Landräten oder Gouverneuren ermächtigt zu werden.[13]
- London / Vereinigtes Königreich: Die Plastik L’Homme qui marche I des Schweizer Bildhauers Alberto Giacometti erzielt bei einer Auktion den Preis von umgerechnet 74 Millionen Euro und ist damit das teuerste jemals versteigerte plastische Kunstwerk.[14]
- München/Deutschland: Knapp fünf Monate nach dem tödlichen Überfall auf Dominik Brunner wird gegen die beiden mutmaßlichen Täter Anklage wegen Mordes erhoben.[15]

### Freitag, 5. Februar 2010
- Belfast / Vereinigtes Königreich: Die protestantische Democratic Unionist Party und die katholische Sinn-Féin-Partei einigen sich auf eine Polizei- und Justizreform, die Nordirland eine größere Selbstverwaltung zusichern soll.[16]

### Samstag, 6. Februar 2010
- Iqaluit/Kanada: Die Vertreter der G7-Staaten gewähren Haiti, das am 12. Januar von einem schweren Erdbeben verwüstet wurde, einen Schuldenerlass und beraten über weitere Hilfeleistungen für den Karibikstaat.[17]

### Sonntag, 7. Februar 2010

Logo des 44. Superbowl

- Kiew/Ukraine: Wiktor Janukowytsch von der Partei der Regionen gewinnt die Stichwahl um das Amt des Präsidenten gegen Amtsinhaberin Julija Tymoschenko vom Blok Juliji Tymoschenko.[18]
- Miami / Vereinigte Staaten: Im Super Bowl 44 besiegen die New Orleans Saints die Indianapolis Colts mit 31:17 und werden damit erstmals Meister der National Football League.[19]
- San José/Costa Rica: Laura Chinchilla von der Partei der Nationalen Befreiung gewinnt die Präsidentschaftswahl. Gewaltausbrüche im Zusammenhang mit Drogenhandel waren ihr bestimmendes Wahlkampfthema.[20]

### Montag, 8. Februar 2010

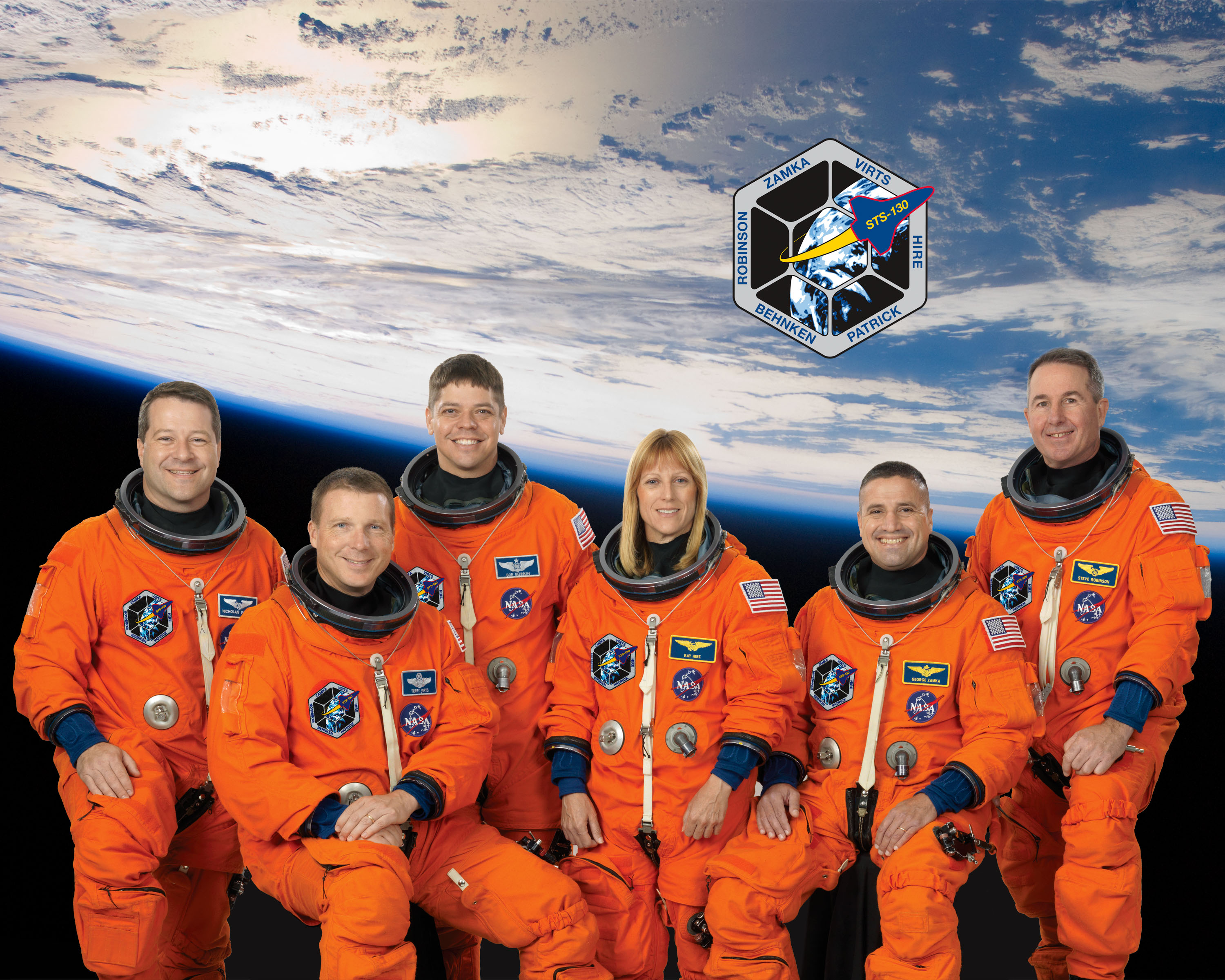
STS-130-Crew: Nicholas Patrick, Terry Virts, Robert Behnken, Kathryn Hire, George Zamka, Stephen Robinson

- Belfast / Vereinigtes Königreich: Die protestantischen Ulster Volunteer Force und die Ulster Defence Association sowie die Irish National Liberation Army und die Official Irish Republican Army legen in Nordirland fristgerecht ihre Waffen nieder.[21][22]
- Cape Canaveral / Vereinigte Staaten: Mit einem Tag Verspätung startet die Space-Shuttle-Mission STS-130 der Endeavour erfolgreich zur Internationalen Raumstation.[23]
- Kabul/Afghanistan: Bei einem Lawinenabgang durch einen Schneesturm werden zahlreiche Fahrzeuge auf einem 3,5 Kilometer langen Abschnitt der Salangstraße verschüttet, wobei mindestens 166 Menschen ums Leben kommen.[24]
- Washington, D.C. / Vereinigte Staaten: Das Flugzeug Boeing 747-8F absolviert seinen Jungfernflug.[25]

### Dienstag, 9. Februar 2010
- Karlsruhe/Deutschland: Das Bundesverfassungsgericht erklärt in einem Grundsatzurteil die derzeitige Berechnung der Regelleistungen für Sozialgeld und Arbeitslosengeld II für verfassungswidrig und verpflichtet die Bundesregierung zur Korrektur der Regelsatzverordnung bis zum Ende des Jahres.[26]
- Natanz/Iran: Ungeachtet internationaler Proteste beginnt das Land mit der Produktion von auf 20 % angereichertem Uran.[27]
- Straßburg/Frankreich: Das Europäische Parlament bestätigt die neue Kommission unter Präsident José Manuel Barroso.[28]

### Mittwoch, 10. Februar 2010

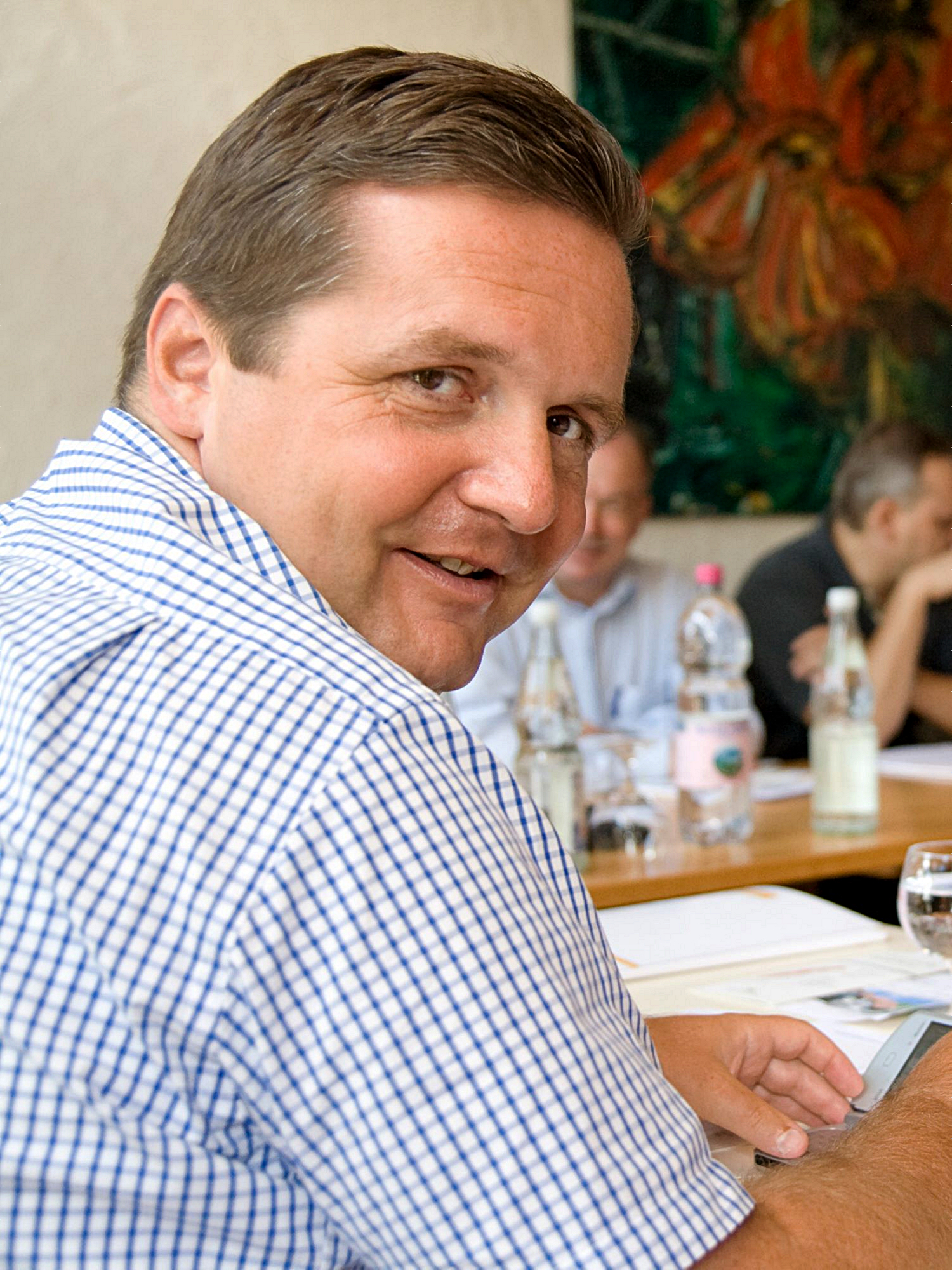
Stefan Mappus (2007)

- Port-au-Prince/Haiti: Die Regierung des Landes meldet, dass 230.000 Menschen ihr Leben durch das Erdbeben am 12. Januar verloren. Die Erde bebte in einer Stärke von 7,0 Mw.[29]
- Stuttgart/Deutschland: Stefan Mappus (CDU) wird mit 83 von 137 abgegebenen Stimmen zum Nachfolger seines Parteikollegen Günther Oettinger zum Ministerpräsidenten des Lands Baden-Württemberg gewählt.[30]

### Donnerstag, 11. Februar 2010
- Berlin/Deutschland: Erika Steinbach verzichtet endgültig auf ihren Sitz im Rat der geplanten Stiftung „Flucht, Vertreibung, Versöhnung“, über dessen Zusammensetzung der Bundestag entscheiden wird.[31]
- Berlin/Deutschland: Die 60. Internationalen Filmfestspiele Berlin werden mit dem Film Tuan Yuan des Regisseurs Wang Quan’an eröffnet.[32]
- Cape Canaveral / Vereinigte Staaten: Mit zwei Tagen Verspätung startet das Sonnenobservatorium Solar Dynamics Observatory, das die Beobachtung der Sonne durch das Solar and Heliospheric Observatory fortführen soll.[33]
- Hamburg/Deutschland: In der Zeitung Die Welt schreibt der FDP-Bundesvorsitzende Guido Westerwelle über das Unbehagen der Betroffenen mit der Hartz-IV-Gesetzgebung: „Wer dem Volk anstrengungslosen Wohlstand verspricht, lädt zu spätrömischer Dekadenz ein.“ Diese Worte lösen einen Sturm der Entrüstung aus, weil die wenigsten Hartz-IV-Empfänger ihre Lage mit dem Begriff „Wohlstand“ assoziieren.[34][35]
- Straßburg/Frankreich: Mit 378 zu 196 Stimmen lehnt das Europäische Parlament das SWIFT-Abkommen ab.[36]
- Teheran/Iran: Zum 31. Jahrestag der „Islamischen Revolution“ erklärt Präsident Mahmud Ahmadinedschad das Land zum „Atomstaat“ und dass das Land bereits in der Lage sei, Kernwaffen zu bauen.[37][38] Gleichzeitig kommt es in der Hauptstadt zu heftigen Zusammenstößen zwischen Demonstranten und Sicherheitskräften.[39]

### Freitag, 12. Februar 2010

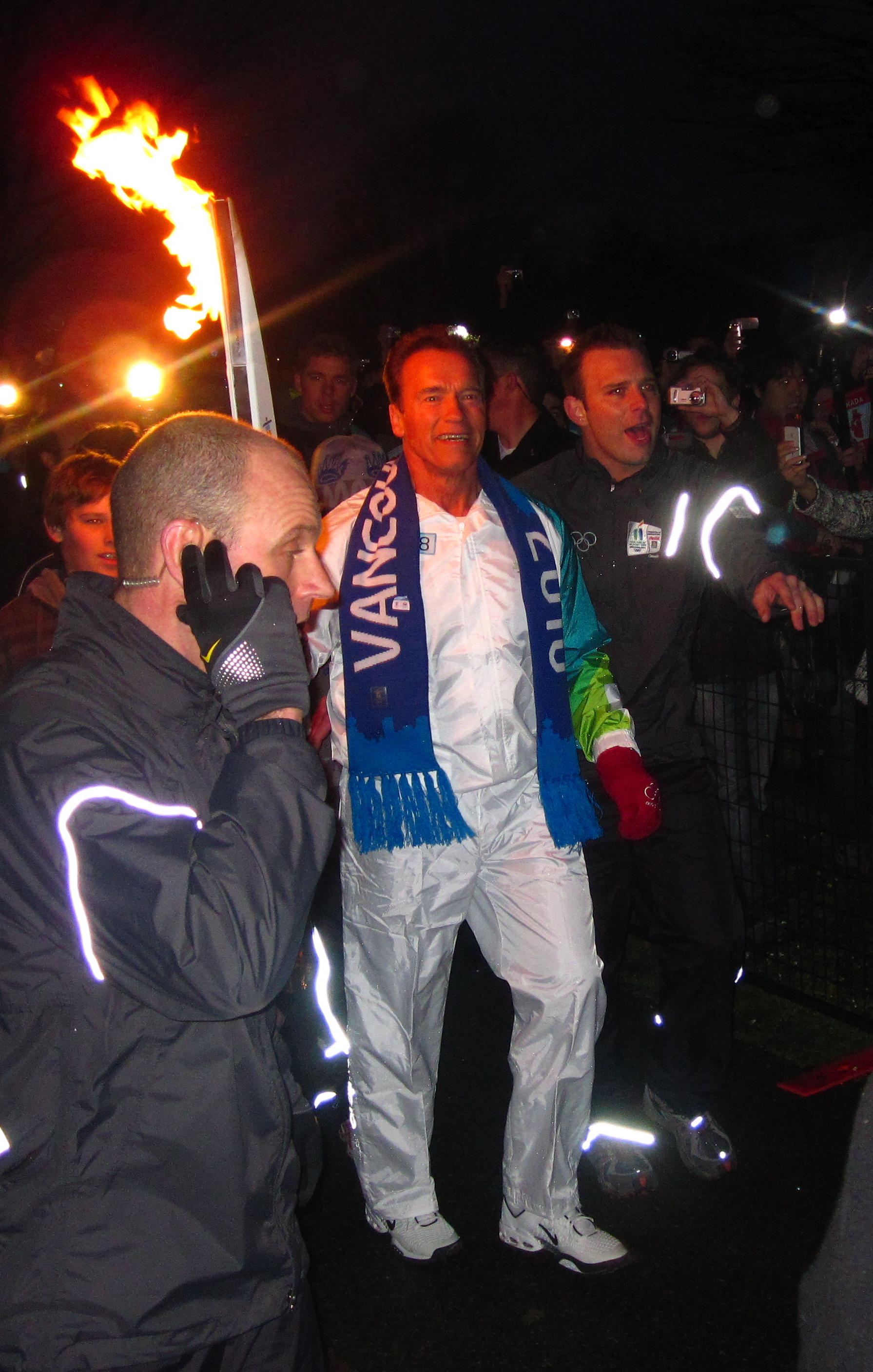
Olympischer Fackellauf

- Den Haag/Niederlande: Die Aktionäre des Sportwagenherstellers Spyker Cars stimmen der Übernahme des schwedischen Automobilherstellers Saab von General Motors zu.[40]
- Helmand/Afghanistan: Beginn der bisher größten Operation Muschtarak seit Beginn des Afghanistan-Krieges 2001 mit 12.500 ISAF-Soldaten und 2500 Soldaten der Afghanischen Nationalarmee gegen etwa 400 bis 1000 Taliban.[41]
- Vancouver/Kanada: Die 21. Olympischen Winterspiele werden eröffnet.[42]

### Samstag, 13. Februar 2010
- Dresden/Deutschland: Zum 65. Jahrestag der Luftangriffe auf Dresden blockieren Tausende Gegendemonstranten in der Äußeren Neustadt einen geplanten Marsch der rechtsextremen Szene, der durch die Junge Landsmannschaft Ostdeutschland angemeldet wurde und zum größten Aufmarsch der rechtsextremen Szene seit dem Ende des Zweiten Weltkrieges werden sollte. Auf der anderen Elbseite in der Inneren Altstadt beteiligen sich außerdem mehr als 10.000 Menschen an verschiedenen Veranstaltungen und Gottesdiensten in Gedenken an die Opfer des Zweiten Weltkrieges.[43]

### Sonntag, 14. Februar 2010
- Valencia/Spanien: Die Crew von BMW Oracle Racing gewinnt gegen das Alinghi-Team die Regatta um den 33. America’s Cup.[44]

### Montag, 15. Februar 2010
- Halle/Belgien: Bei einem Zugunglück infolge vereister Gleise und starken Schneefalls kommen mindestens 25 Menschen ums Leben.[45]
- Tripolis/Libyen: Infolge der Affäre mit der Schweiz erhalten Bürger der Schengen-Mitgliedstaaten keine Einreiseerlaubnis mehr und bereits bestehende Visa verlieren ihre Gültigkeit.[46]

### Dienstag, 16. Februar 2010
- Kiew/Ukraine: Neun Tage nach der ukrainischen Präsidentschaftswahl reicht Ministerpräsidentin Julija Tymoschenko bei Gericht eine Beschwerde gegen den Wahlsieg ihres Konkurrenten Wiktor Janukowytsch ein.[47]

### Mittwoch, 17. Februar 2010
- Kairo/Ägypten: Neue genetische Untersuchungen an der Mumie des altägyptischen Königs Tutanchamun erhärten die Vermutung, dass Echnaton sein Vater war.[48]

### Donnerstag, 18. Februar 2010

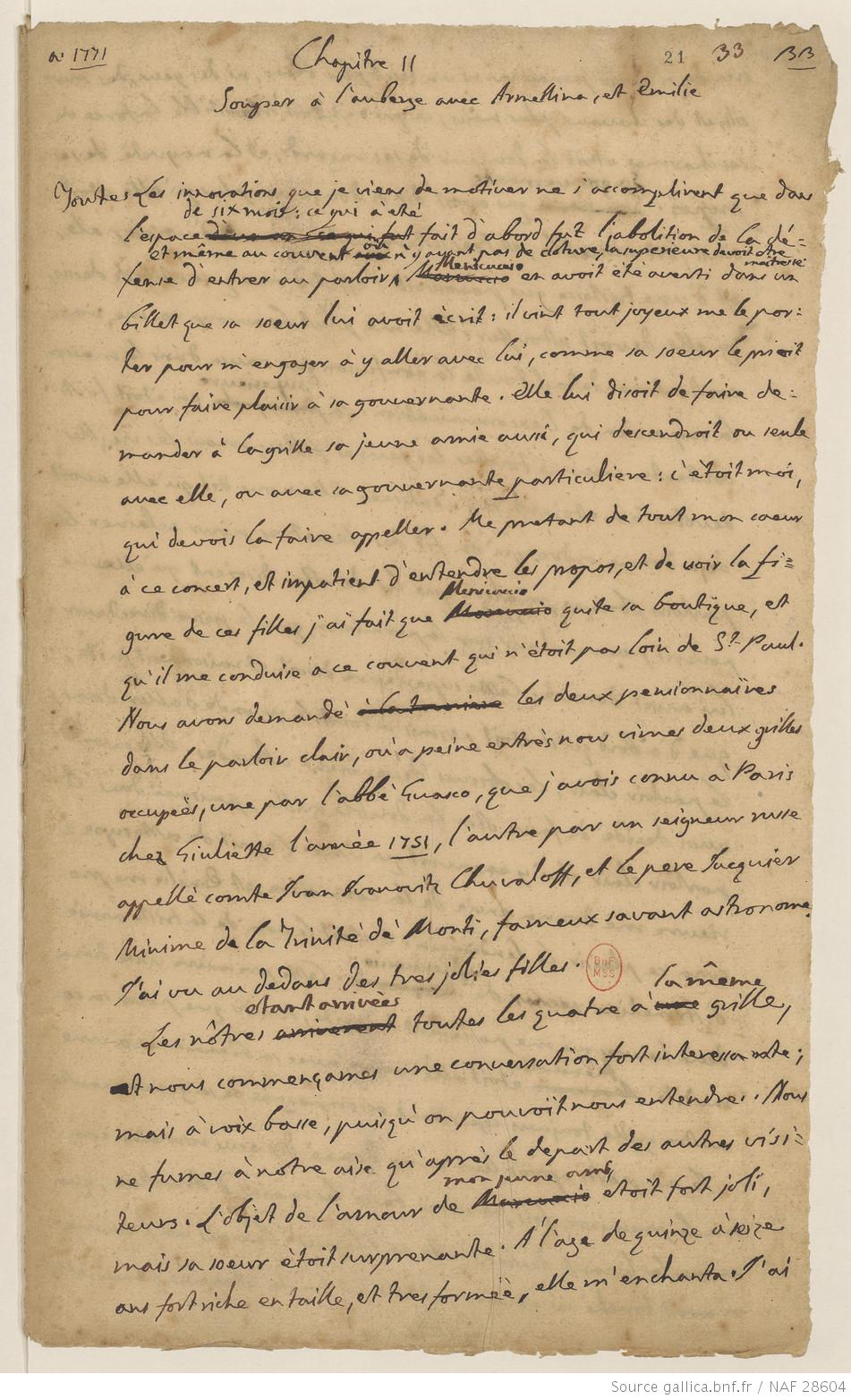
Manuskriptseite der Memoiren des Giacomo Casanova

- New York / Vereinigte Staaten: Yvo de Boer gibt nach der zunehmenden Kritik am Weltklimarat und der gescheiterten UN-Klimakonferenz in Kopenhagen seinen Rücktritt als Generalsekretär der Klimarahmenkonvention der Vereinten Nationen mit Wirkung zum 1. Juli bekannt.[49]
- Niamey/Niger: Präsident Mamadou Tandja wird durch einen gewaltsamen Militärputsch gestürzt und durch eine Militärdiktatur ersetzt, welche die Verfassung außer Kraft setzt.[50]
- Paris/Frankreich: Das Mannheimer Verlagshaus Brockhaus verkauft für 7,2 Millionen Euro das Manuskript der Memoiren (Histoire de ma vie) des Giacomo Casanova an Kultusminister Frédéric Mitterrand. Dies ist die höchste Summe, die bisher für ein Manuskript bezahlt wurde.[51]
- Washington, D.C. / Vereinigte Staaten: US-Präsident Barack Obama trifft sich mit dem Dalai Lama im Weißen Haus, was zu heftigen Protesten der chinesischen Regierung führt.[52]

### Freitag, 19. Februar 2010
- Meknès/Marokko: Beim Einsturz des Minaretts der Bab-Berdieyenne-Moschee kommen mindestens 40 Menschen ums Leben.[53]
- Zürich/Schweiz: Die Internationale Union für reine und angewandte Chemie benennt das 112. chemische Element Ununbium zu Ehren von Nikolaus Kopernikus in Copernicium um und greift damit den Vorschlag der in Darmstadt ansässigen GSI Helmholtzzentrum für Schwerionenforschung auf.[54]

### Samstag, 20. Februar 2010
- Addis Abeba/Äthiopien: Infolge des Putsches in Niger suspendiert die Afrikanische Union die Mitgliedschaft des Landes.[55]
- Berlin/Deutschland: Die Jury der 60. Internationalen Filmfestspiele Berlin zeichnet den Film Bal (deutsch Honig) von Regisseur Semih Kaplanoğlu als besten Beitrag des Festivals mit dem Goldenen Bären aus.[56]
- Darfur/Sudan: Die Abgesandten der Bewegung für Gerechtigkeit und Gleichheit stimmen einer Waffenruhe mit der Regierung im Darfur-Konflikt und dem Beginn von Friedensverhandlungen zu.[57]
- Den Haag/Niederlande: Wegen des Streits über die Verlängerung des Afghanistan-Einsatzes zerbricht die Regierung unter Ministerpräsident Jan Peter Balkenende.[58]
- Madeira/Portugal: Bei schweren Unwettern kommen mindestens 48 Menschen ums Leben und mehr als 120 werden verletzt, 32 Personen werden noch vermisst.[59]
- Kiew/Ukraine: Ministerpräsidentin Julija Tymoschenko zieht ihre gerichtliche Beschwerde gegen den Ausgang der ukrainischen Präsidentschaftswahl zurück. Der Wahlsieger war Wiktor Janukowytsch.[60]

### Sonntag, 21. Februar 2010
- Caracas/Venezuela: Präsident Hugo Chávez kündigt ein eigenes ziviles Atomprogramm zur Deckung des Energiebedarfs des Landes an.[61]
- Teheran/Iran: Der Präsident der Atomenergieorganisation Ali Akbar Salehi kündigt den Bau zwei weiterer Anlagen zur Uran-Anreicherung ab Mitte März an.[62]

### Montag, 22. Februar 2010

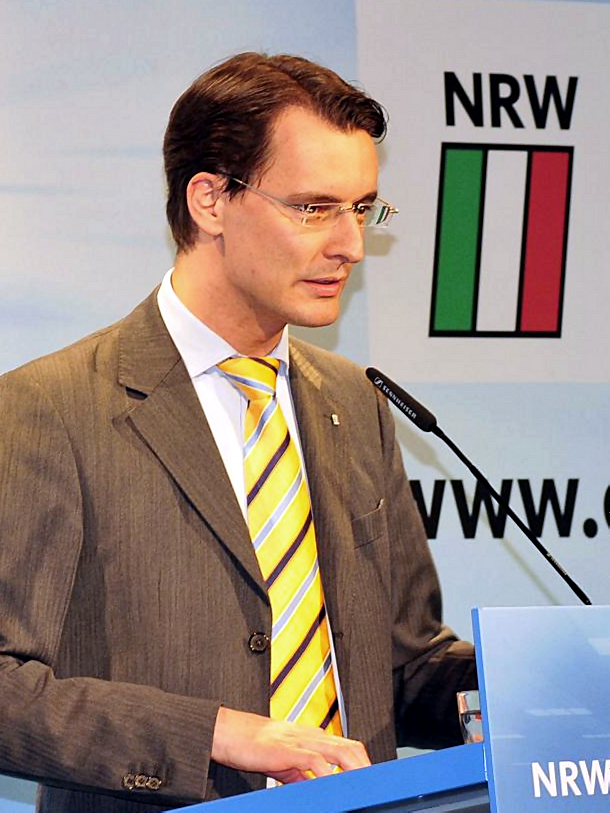
Hendrik Wüst

- Düsseldorf/Deutschland: In der Affäre um umstrittene Sponsorenbriefe der nordrhein-westfälischen CDU tritt der Landes-Generalsekretär Hendrik Wüst zurück.[63]

### Dienstag, 23. Februar 2010
- Kopenhagen/Dänemark: Ministerpräsident Lars Løkke Rasmussen tauscht als Reaktion auf die sinkenden Umfragewerte seine Regierung fast komplett aus.[64]
- Mexiko-Stadt/Mexiko: Die Staaten Lateinamerikas beschließen die Gründung einer neuen Organisation als Gegengewicht zur Organisation Amerikanischer Staaten, in der außer Kanada und den Vereinigten Staaten alle Staaten Amerikas Mitglieder sein sollen. Die Internationale Organisation soll „Gemeinschaft Lateinamerikanischer und Karibischer Staaten“ (CELC) heißen und dem Vorbild der Europäischen Union folgen.[65]

### Mittwoch, 24. Februar 2010

Island und die Europäische Union

- Brüssel/Belgien: Die Europäische Kommission empfiehlt die Aufnahme von Beitrittsverhandlungen zwischen der Europäischen Union und Island.[66]
- Doha/Katar: Die Regierung des Sudan schließt nach sieben Jahren Bürgerkrieg in Darfur ein Waffenstillstandsabkommen mit der größten Rebellengruppe JEM.[67]
- Hannover/Deutschland: Margot Käßmann tritt als Ratsvorsitzende der Evangelischen Kirche in Deutschland und als Landesbischöfin der Evangelisch-Lutherischen Landeskirche Hannovers zurück. Sie stand wegen des Fahrens unter Alkoholeinfluss in der Kritik.[68]
- Lombardei/Italien: Bei einem Sabotageakt in einer ehemaligen Raffinerie laufen 600.000 l Erdöl in den Fluss Lambro.[69]

### Donnerstag, 25. Februar 2010
- Kiew/Ukraine: Der prorussische Wiktor Janukowytsch wird als Präsident vereidigt und kündigt für seine Amtszeit die Orientierung seines Landes als blockfreien Staat an. Die bei den Präsidentschaftswahlen unterlegene Julija Tymoschenko blieb der Vereidigung demonstrativ fern.[70]
- Neu-Delhi/Indien: Erstmals seit den Anschlägen vom 26. November 2008 in Mumbai treffen sich die Außenminister der verfeindeten Atommächte Indien und Pakistan wieder, um ihre unterbrochenen Gespräche fortzuführen.[71]

### Freitag, 26. Februar 2010
- Bangkok/Thailand: Das Oberste Gericht urteilt, dass der Staat rund 46 Milliarden Baht, umgerechnet mehr als eine Milliarde Euro, vom eingefrorenen Vermögen des ehemaligen Premierministers Thaksin Shinawatra konfiszieren dürfe.[72]
- Bengasi/Libyen: Staatschef Muammar al-Gaddafi ruft infolge des Schweizer Minarettstreites zum „Dschihad gegen die Schweiz, den Zionismus und die ausländische Aggression“ auf.[73]
- Berlin/Deutschland: Der Bundestag billigt mit großer Mehrheit die Verlängerung des Afghanistan-Einsatzes um ein Jahr sowie eine Aufstockung des Bundeswehrkontingents um bis zu 850 Soldaten.[74]
- Kopenhagen/Dänemark: Die Zeitung Politiken entschuldigt sich dafür, mit den Mohammedkarikaturen Muslime gekränkt zu haben.[75]
- Lausanne/Schweiz: Der Internationale Turnerbund (FIG) fordert vom Internationalen Olympischen Komitee (IOC) die Aberkennung der Bronzemedaille für die chinesische Frauenmannschaft bei den Olympischen Spielen 2000 in Sydney, da der Turnerin Dong Fanxiao eine Fälschung der Altersangabe nachgewiesen wurde. Fanxiao war bei ihrer Teilnahme erst 14 Jahre alt; das erforderliche Mindestalter lag bei 16 Jahren. Damit würde die Mannschaft aus den USA auf den dritten Platz nachrücken. Zudem strich die FIG alle Ergebnisse Fanxiaos aus den Jahren 1999 und 2000.[76]

### Samstag, 27. Februar 2010

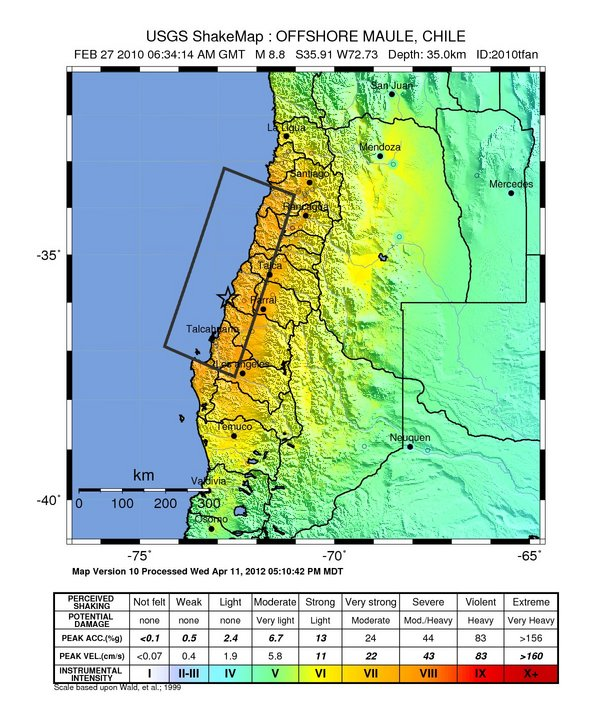
Schematische Darstellung des Erdbebens in Chile

- Bogotá/Kolumbien: Das Verfassungsgericht untersagt Präsident Álvaro Uribe Vélez eine dritte Kandidatur bei den bevorstehenden Präsidentschaftswahlen.[77]
- Concepción/Chile: Ein Erdbeben der Stärke 8,8 Mw tötet mindestens 47 Menschen und löst für weite Teile des Pazifischen Ozeans eine Tsunami-Warnung aus.[78]
- Paris/Frankreich: Der Film Ein Prophet des französischen Regisseurs Jacques Audiard wird bei der 35. César-Verleihung mit neun Preisen ausgezeichnet.[79]

### Sonntag, 28. Februar 2010

Flagge Kataloniens

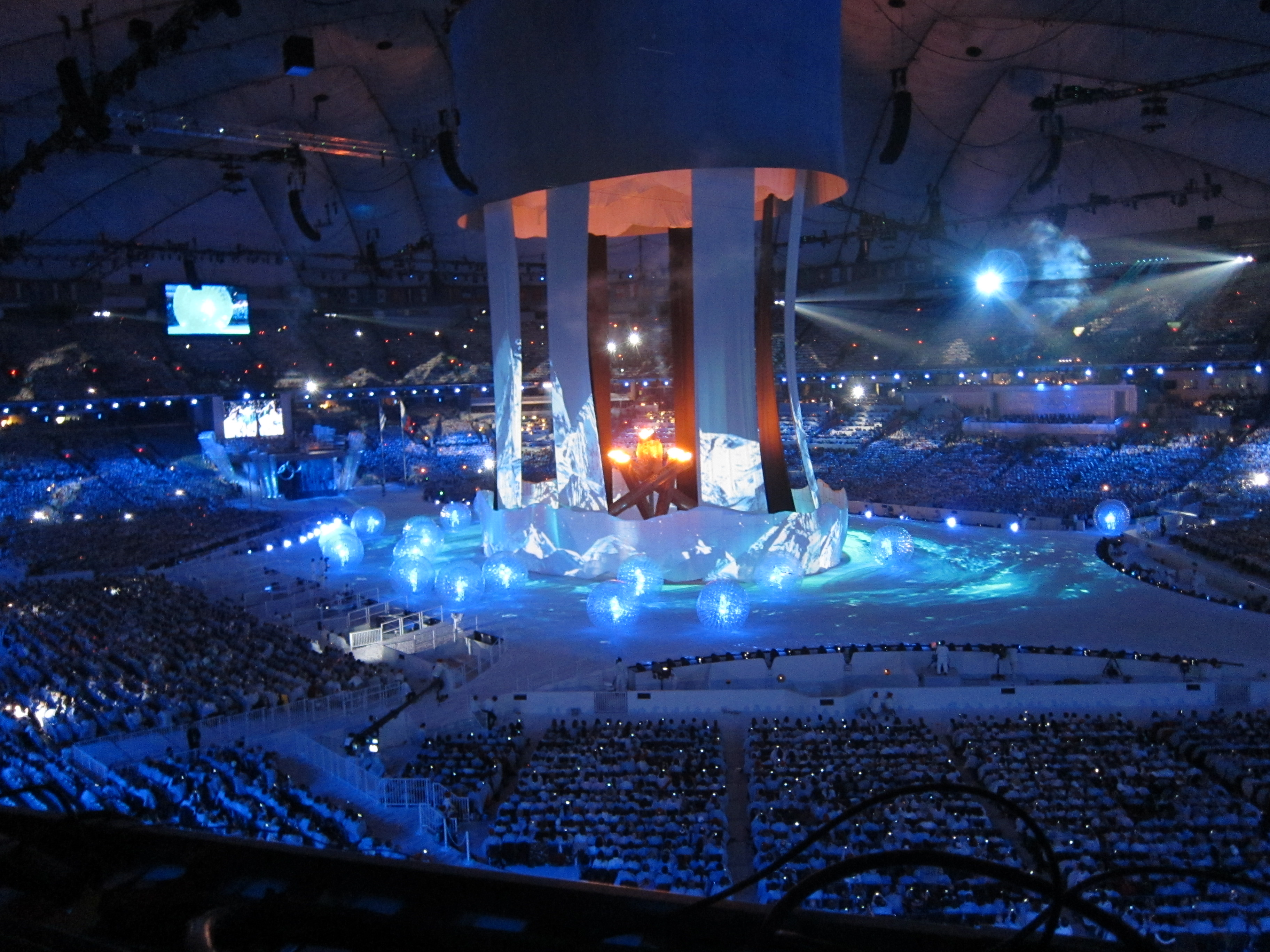
Schlusszeremonie der Olympischen Winterspiele

- Barcelona/Spanien: Bei Referenden zur Unabhängigkeit Kataloniens in 80 katalanischen Kommunen erzielen die Befürworter der Unabhängigkeit eine Mehrheit von 92 % der Stimmen. Die Wahlbeteiligung beträgt knapp 23 %.[80]
- Duschanbe/Tadschikistan: Bei den Parlamentswahlen gewinnt die Volksdemokratische Partei von Präsident Emomalij Rahmon mit 71,69 % der Wählerstimmen.[81]
- Vancouver/Kanada: Die 21. Olympischen Winterspiele gehen zu Ende. Erfolgreichste Nation wird der Gastgeber mit 14 Gold-, sieben Silber- und fünf Bronzemedaillen.[82]
- Westeuropa: Der Orkan Xynthia fordert in Spanien, Frankreich und Deutschland mehrere Todesopfer und Verletzte und verursacht erhebliche Sachschäden.[83]

## Weblinks

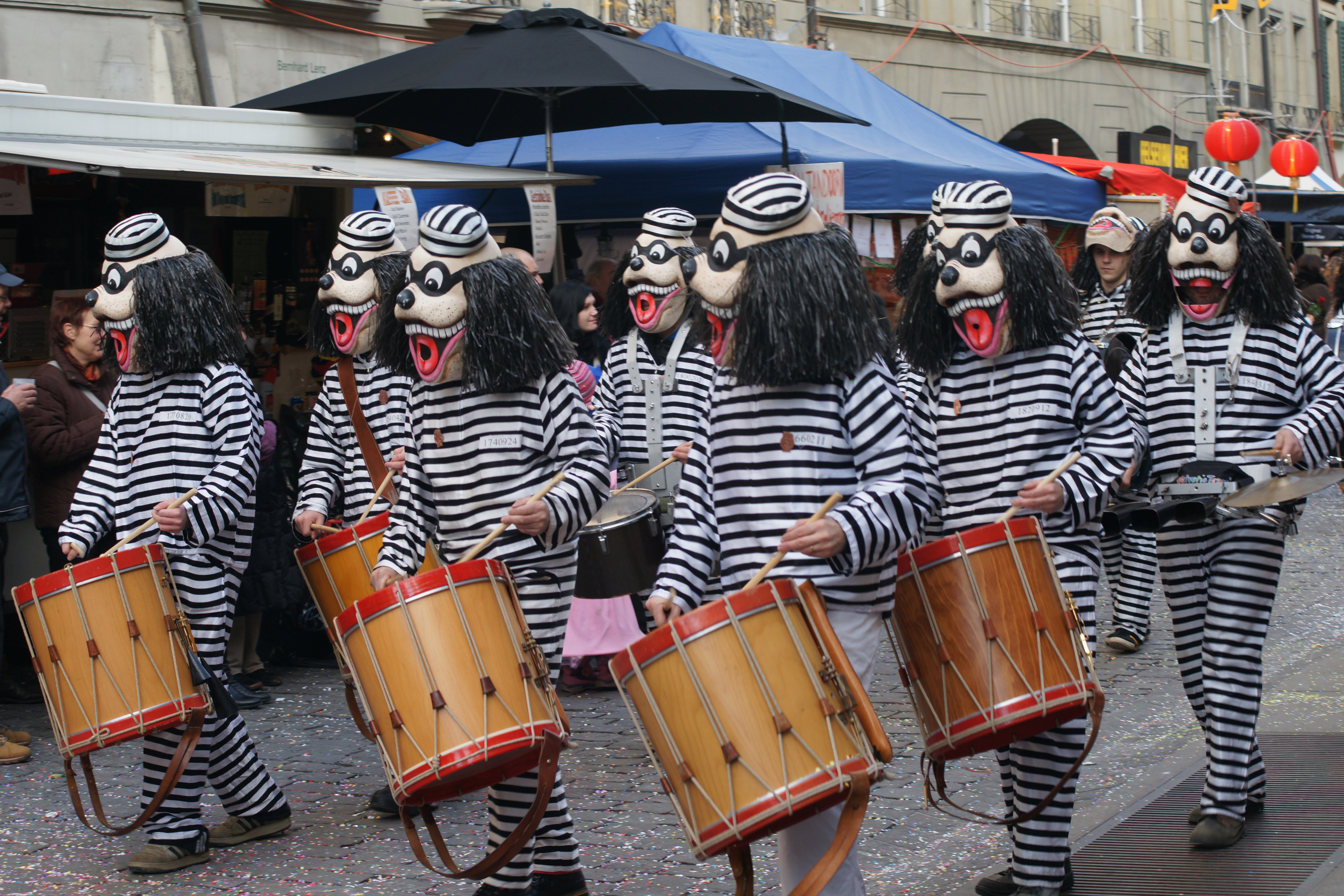
Kanton Bern im Februar 2010